# Abbazia di Payerne
L'abbazia di Payerne è un ex-convento cluniacense situato a Payerne, Canton Vaud (Svizzera).
La chiesa abbaziale è il più grande edificio religioso romanico del paese. 

## Storia
Il capitolo di canonici fu fondato dalla famiglia reale di Borgogna (950/960) e beneficiò in particolare delle donazioni della regina Berta di Svevia. Sua figlia, l'imperatrice Adelaide, ne richiese in seguito l'annessione a Cluny quale priorato, questo momento corrisponde alla fondazione effettiva di Payerne. Adelaide vi fece poi seppellire sua madre (prima dell'aprile del 961).
Nella prima metà del XII secolo i monaci di Payerne stilarono una serie di falsi documenti (noti come il «testamento della regina Berta») che designavano Berta quale fondatrice di Payerne e concedevano ai monaci diversi diritti di cui in realtà non godevano. Questi documenti furono all'origine della leggenda della regina benefattrice del paese di Vaud, che ebbe particolare rilievo nel contesto della creazione del cantone.
Sul piano ecclesiastico, il priorato venne dapprima gestito direttamente da due abati di Cluny, Maiolo e Odilone, che vi risiedettero a più riprese. Dal 1050 l'amministrazione cluniacense fu meno presente e la gestione venne assunta da priori residenti in loco che si resero sempre più indipendenti. I monaci tentarono di ottenere la libera elezione del priore invocando i falsi documenti menzionati in precedenza. Il tentativo fallì ma i legami con la casa madre si allentarono comunque. 
Nonostante il monastero fosse posto sotto l'alta protezione dei re di Borgogna e dell'imperatore, l'abate di Cluny mantenne la libera scelta dell'avogadro. Questa carica fu dapprima detenuta dai conti di Borgogna, il cui ultimo esponente, Guglielmo III (o IV a seconda della tradizione storiografica), detto il Bambino, venne assassinato a Payerne nel 1127. 
In seguito passò nelle mani dei von Zähringen, dei de Montagny (XII secolo), dei Savoia (dal 1240) e dell'imperatore (1282). Nel 1314 l'avogadria ecclesiastica tornò nuovamente ai Savoia, che l'esercitarono fino alla Riforma tramite il balivo del Paese di Vaud e uno scoltetto locale. Dalla fine del XIII secolo diversi conflitti opposero il convento alla città; dopo che quest'ultima ebbe ottenuto una carta di franchigia nel 1348, l'autorità del priore fu solo nominale, per quanto formalmente ancora riconosciuta.
Lo statuto di abbazia conferito a Payerne nel 1444 dall'antipapa Felice V fu riconosciuto sul piano locale, ma non dai superiori dell'ordine né dalla curia romana. Questa promozione non giovò al monastero: sin dall'anno successivo, tutti gli abati furono commendatari e designarono un vicario generale per rappresentarli a Payerne. Nel 1512 il convento venne aggregato al decanato della Santa Cappella del castello di Chambéry.
La Riforma e l'indebolimento dell'autorità savoiarda permisero alle città di Berna e Friburgo di accrescere la loro influenza su Payerne. Mentre la prima assicurò il proprio sostegno a una piccola comunità di cittadini riformati, la seconda si dichiarò custode del monastero. Con l'invasione del Paese di Vaud i Bernesi ebbero il sopravvento: nel 1536 si impossessarono degli edifici del convento e di parte dei suoi diritti e beni fondiari. Il canton Friburgo accolse i monaci rimasti fedeli alla fede cattolica.

## Patrimonio
Sin dalle origini Payerne dispose di un gran numero di possedimenti (ripartiti su 15 chiese, 44 decime e un centinaio di località) disseminati fra la valle della Broye, il Vully vodese e friburghese, la città di Friburgo, i dintorni di Matran e le sponde del lago di Ginevra. In alcuni luoghi possedeva solo qualche appezzamento, in altri alcuni diritti di giustizia o un numero sufficiente di tributi da giustificare la costruzione di una grangia. Filiali del priorato furono create a Etrabloz (Payerne), a Sassel, a Chaney (Les Montets); un ospedale venne fondato a Ménières. 
Dal XII secolo alcuni priorati dipendenti da Payerne si insediarono sulle proprietà più distanti: a Pont-la-Ville, Bassins, Kerzers, Brüttelen e anche nel Pays de Gex (Prévessin-Moëns, Léaz) e nell'Alsazia (priorato di San Pietro a Colmar e di Sant'Egidio a Wintzenheim). Il monastero di Baulmes, fondato nel 652, fu integrato nei possedimenti di Payerne prima del 1174. Mentre Kerzers e Pont-la-Ville ebbero un'esistenza effimera, gli altri stabilimenti mantennero il titolo di priorato fino alla Riforma, anche se persero ogni autonomia dal XIV secolo. 
Considerato il complesso delle sue rendite, Payerne era una delle abbazie meglio dotate della regione. Nel XIV secolo, soprattutto a causa di una cattiva gestione, rischiò tuttavia la rovina finanziaria; fu ipotizzata la sua riunione a Cluny.

## La chiesa abbaziale
La chiesa abbaziale, sconsacrata, deve la sua conservazione alle varie utilizzazioni secolari a cui fu adibita (servì da deposito nel XVII e nel XVIII secolo, da caserma, da palestra, da prigione e archivio nel XIX secolo). 
L'edificio fu posto sotto tutela alla fine del XIX secolo in virtù del suo eccezionale valore culturale e fu restaurato all'inizio del XX secolo. Nel 1926 venne fondata un'associazione per dirigere il cantiere. Gli scavi effettuati in quel periodo permisero di conoscere meglio la prima chiesa del X secolo, che nel 960 venne ampliata e prolungata con un nartece sul modello di quella di Cluny. Con un'ulteriore fase di lavori collocabile nella metà dell'XI secolo furono efettuate diverse modifiche all'assetto originario, danto alla chiesa la sua struttura attuale. 
Attorno al 1070-1080 fu tra l'altro costruita una nuova navata. Più tardi fu eretto sopra l'edificio il campanile gotico dotato di quattro torrette e un cornicione ai piedi della guglia, che ne caratterizza l'aspetto esterno. 
L'interno custodisce antichi dipinti, in particolare nel nartece (del 1200 ca.) e nel coro (cappella di Grailly, 1454 ca.). Diverse colonne conservano ancora i loro capitelli romanici di pregio. Gli imponenti pilastri e le alte arcate, illuminate dalle finestre delle navate laterali, conferiscono grandezza e luminosità allo spazio interno. 
Gli edifici conventuali, di cui sussiste ancora una parte romanica, vennero ampiamente ristrutturati nel XVI secolo (erano la sede del governatore bernese) e nel XIX secolo; ospitavano spazi scolastici e amministrativi. Dalla Riforma le funzioni religiose si svolgono nella vicina chiesa parrocchiale riformata di Notre-Dame risalente al tardo gotico. 
In seguito ai danni subiti nel marzo del 2010 a causa del boom sonico provocato da due McDonnell Douglas F/A-18 Hornet dell'aeronautica svizzera la chiesa è stata oggetto di un esteso intervento di ristrutturazione e stabilizzazione della struttura.
La chiesa abbaziale è regolarmente utilizzata per mostre e concerti.